# Índice de interacciones no covalentes

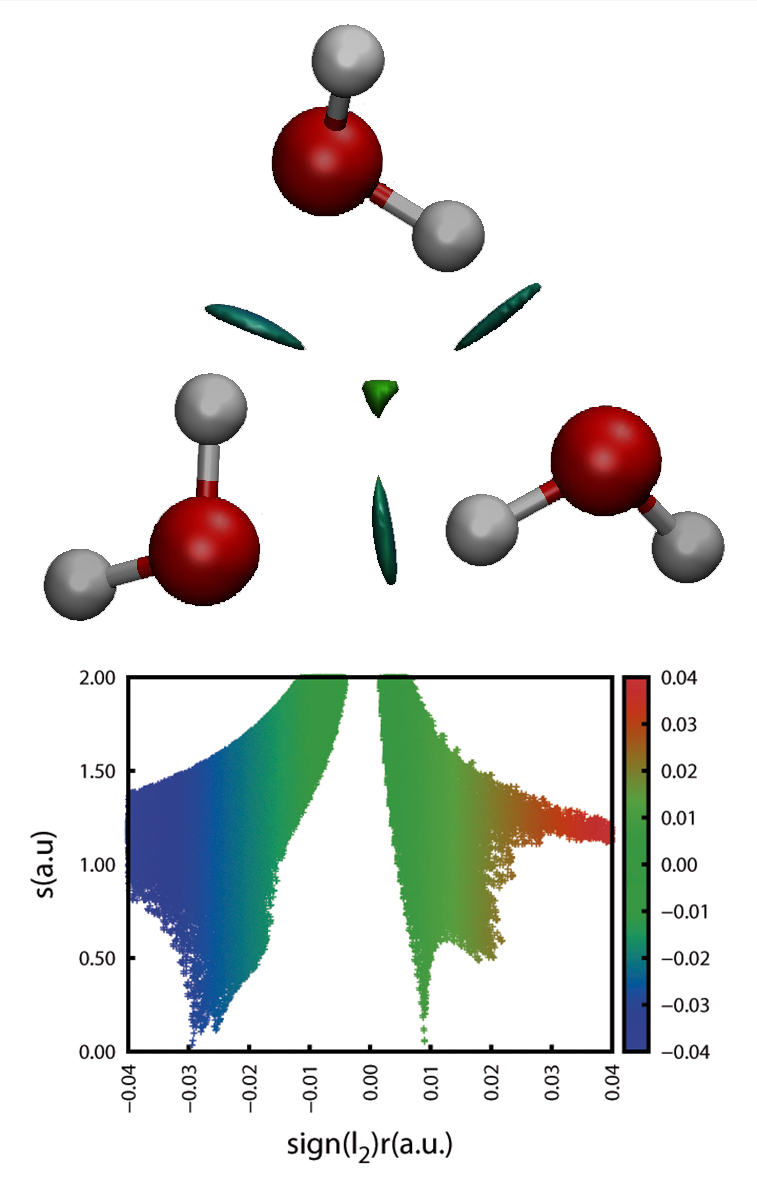
Representación en 3D y 2D en NCI de un clúster formado por tres moléculas de agua

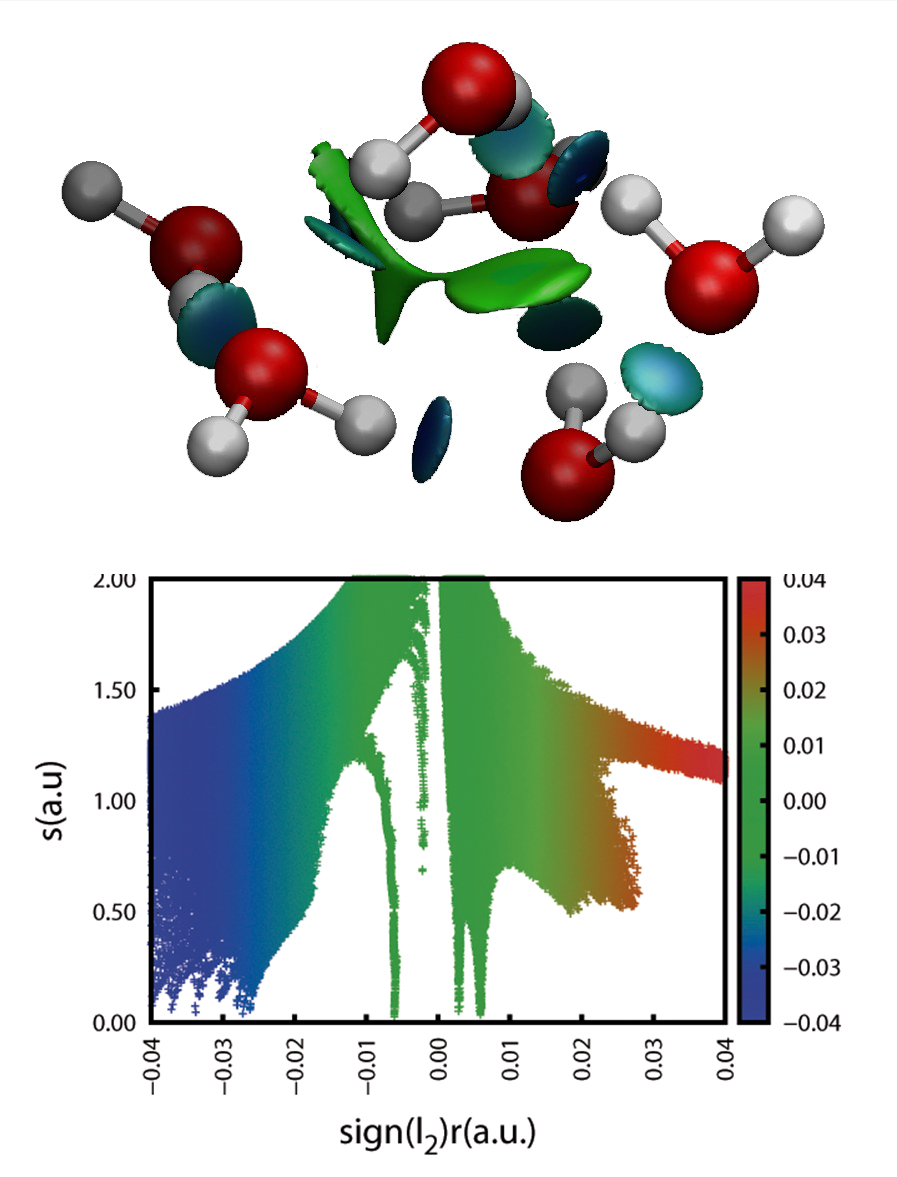
Representación en 3D y 2D en NCI de un clúster formado por seis moléculas de agua

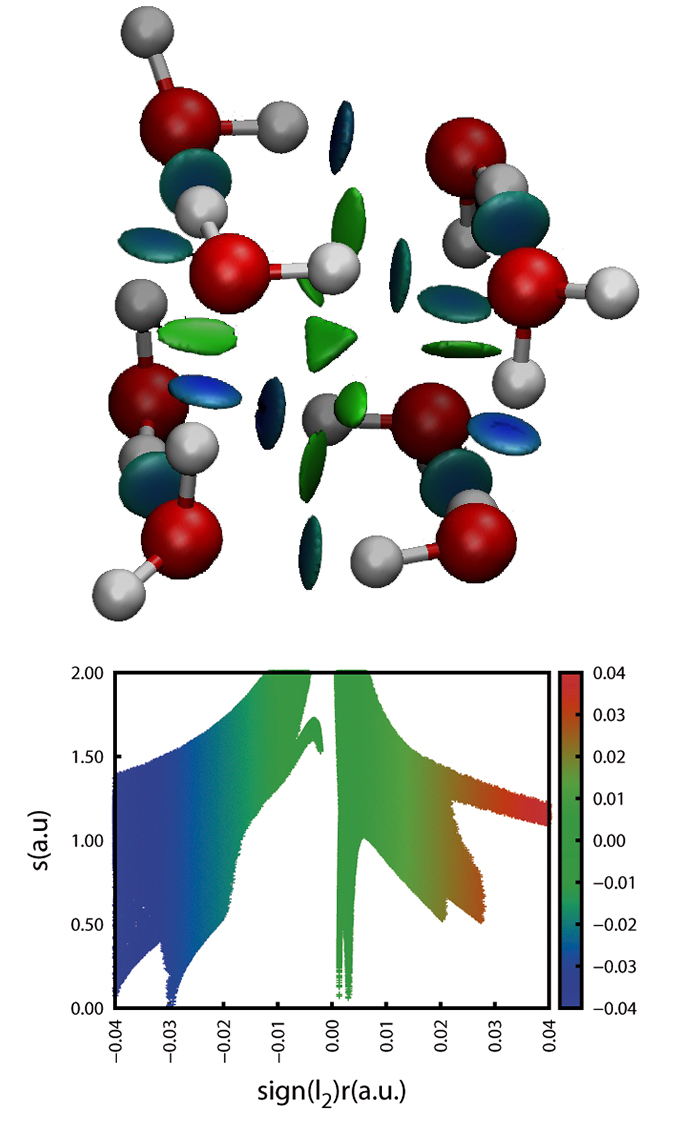
Representación en 3D y 2D en NCI de un clúster formado por ocho moléculas de agua

El Índice de Interacciones no covalentes o más comúnmente referido por sus siglas del inglés: NCI (Non-Covalent Interactions) es un índice de visualización basado en el cálculo de la densidad electrónica (ρ) y sus correspondientes derivadas a través del gradiente de la densidad reducida (s). Se basa en la observación empírica de que las interacciones no covalentes pueden asociarse a las regiones de menor gradiente de densidad reducida a bajas densidades electrónicas. En el campo de la química cuántica, el índice de interacciones no covalentes se utiliza para visualizar este tipo de interacciones en un espacio tridimensional.
Dicha representación visual se forma a través de la isosuperficie del gradiente de densidad reducida coloreado siguiendo una determinada escala de fuerza. Esta fuerza se calcula generalmente a través del producto de la densidad de electrones y el segundo autovalor λH del hessiano de la densidad de electrones para cada punto de la isosuperficie. El carácter atractivo o repulsivo vendrá determinado por el signo de λH.
Esto permitirá una representación directa y la caractarecización de las interacciones no covalentes en el espacio tridimensional, incluyendo enlaces de hidrógeno y colisiones estéricas.
Basándose en la densidad de electrones y en los campos escalares derivados, los índices del NCI son invariables con respecto a la modificación de los orbitales moleculares. Además, la densidad electrónica de un sistema puede calcularse mediante experimentos de difracción de rayos X y cálculos teóricos de la función de onda.
El gradiente de densidad reducida (s) es un campo escalar de la densidad electrónica (ρ) y puede definirse como:
{\displaystyle s(\mathbf {r} )={\frac {\left|\nabla \rho (\mathbf {r} )\right|}{2(3\pi ^{2})^{1/3}\rho (\mathbf {r} )^{4/3}}}}
Dentro del marco de trabajo de la teoría del funcional de la densidad (DFT) el gradiente de la densidad reducida surge de la definición de la Aproximación Generalizada del Gradiente del funcional de intercambio. Su definición original es:
{\displaystyle s(\mathbf {r} )={\frac {\left|\nabla \rho (\mathbf {r} )\right|}{2k_{F}\rho (\mathbf {r} )}}}
en donde kF es el momento de Fermi del 'gas de electrones libres'(Jellium).